# 방재과학기술연구소

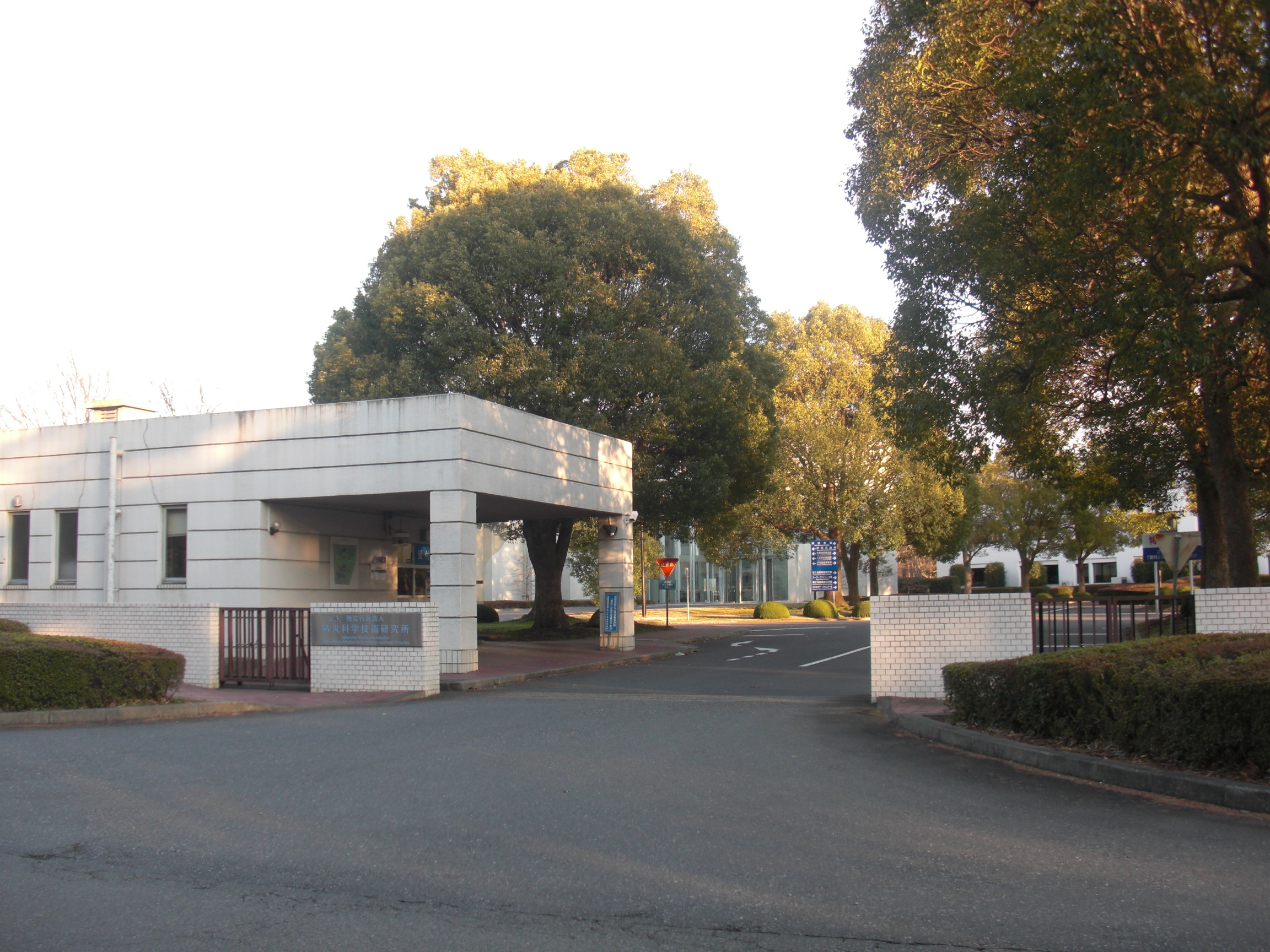
방재과학기술연구소

방재과학기술연구소(防災科学技術研究所)은 방재에 관한 과학 기술의 연구를 수행 일본 문부과학성 소관의 국립연구개발법인이다. 본부는 이바라키현 쓰쿠바시에 있다.